# Caroline Knutsen
Caroline Knutsen (* 21. November 1983 in Skibotn, Norwegen) ist eine norwegische ehemalige Fußballspielerin. Die Torfrau stand zuletzt beim norwegischen Verein Vålerenga Oslo unter Vertrag und spielte von 2009 bis 2013 gelegentlich für die norwegische Nationalmannschaft.

## Werdegang
Knutsen  gewann viermal das Double aus Meisterschaft und Pokal, 2005 mit Asker, 2008 bis 2010 mit Røa IL.
Sie durchlief die Jugend-Nationalmannschaften, war dort aber nicht Stammtorhüterin. Mit der U-21-Mannschaft wurde sie beim Nordic Cup im Spiel um Platz sieben eingesetzt, das Norwegen im Elfmeterschießen gegen England gewann.
2007 stand sie im Kader für die Fußball-Weltmeisterschaft der Frauen 2007 in der Volksrepublik China, obwohl sie noch kein A-Länderspiel bestritten hatte. Sie kam aber nicht zum Einsatz. Für die Olympischen Spiele in Peking wurde sie dagegen nicht berücksichtigt. Ihr erstes A-Länderspiel machte sie am 31. Januar 2009 beim mit 1:5 verlorenen Spiel gegen Schweden als sie zur zweiten Halbzeit beim Stand von 0:4 eingewechselt wurde. Sie wurde in den Kader für die EM in Finnland berufen, kam dort aber nicht zum Einsatz. 2010 und 2011 wurde sie auch noch nicht wieder eingesetzt, aber in den WM-Kader für die WM 2011 berufen. Nur die nachnominierte Kristine Wigdahl Hegland hatte weniger Einsätze in der Nationalmannschaft. Beim Vorrundenaus der norwegischen Mannschaft kam sie aber nicht zum Einsatz. In der Folge kam sie bis Januar 2013 zu einigen wenigen Einsätzen.

## Erfolge
- Pokalsieger 2005 (mit Asker) und 2008, 2009, 2010 (mit Røa IL)[5]
- Norwegischer Meister 2007, 2008, 2009, 2011 (mit Røa IL)